# Fabrice Parme
Fabrice Parme, né à Laxou (Meurthe-et-Moselle) le 24 août 1966, est un auteur de bandes dessinées et de dessins animés français.

## Biographie
Il fréquente l'École Duperré à Paris, puis l'école supérieure de l'image à Angoulême.
Il est le créateur graphique des séries animées Famille Pirate et OVNI.
Il est le co-créateur et dessinateur des séries de bande dessinée : Venezia (entre 2001 et 2002) et Le Roi catastrophe (2001-2005), toutes deux scénarisées par Lewis Trondheim.
Par la suite, il se concentre sur de la littérature destinée aux plus jeunes : Les Enfants du Nil est publiée aux éditions Flammarion - Père Castor, sur des histoires de Alain Surget. Plusieurs tomes sont publiés entre 2004 et 2009.
Mais parallèlement, il retrouve Trondheim pour livrer plusieurs one-shots : l'adaptation de la série d'animation OVNI, aux éditions Delcourt (2006) puis l'aventure Panique en Atlantique, une aventure de Spirou et Fantasio, aux éditions Dupuis (2010), et enfin Jardins sucrés, chez Delcourt (2011).
En 2012, il est co-scénariste avec Aude Picault et dessinateur de Famille Pirate, adaptation en bande dessinée pour les éditions Dargaud de la série animée éponyme. Un second tome est publié en 2014, avant que le dessinateur se lance dans une nouvelle série, Astrid Bromure, qu'il écrit et dessine seul. Depuis, il publie un tome chaque année.

## Ouvrages

### Bande dessinée
- Walter Polo, t. 1 : Sang de vampire, Zenda, 1991.
- Venezia (dessin), avec Lewis Trondheim (scénatio), Dargaud :

1. Triple Jeu, 2001[1]
2. Codex Bellum, 2002[2].

- Le Roi catastrophe (dessin), avec Lewis Trondheim (scénario), Delcourt :

1. Adalbert ne manque pas d'air, 2001
2. Adalbert perd les pédales, 2001
3. Adalbert a tout pour plaire, 2002
4. Adalbert s'en sort pas mal, 2002
5. Adalbert plus que super, 2003
6. Adalbert fait du scandale, 2003
7. Adalbert change d'atmosphère, 2004
8. Adalbert est trop génial, 2004
9. Adalbert fait des affaires, 2005

- OVNI (dessin), avec Lewis Trondheim (scénario), Delcourt, coll. « Shampooing », 2006
- Garde à vous, les poux !, auteur : Charlotte Moundlic, Père Castor, 2007
- Une aventure de Spirou et Fantasio par... t. 6 : Panique en Atlantique (dessin), avec Lewis Trondheim (scénario), Dupuis, 2010.
- Jardins sucrés (dessin), avec Lewis Trondheim (scénario), Delcourt, coll. « Shampooing », 2011
- Famille Pirate (dessin et scénario), avec Aude Picault (scénario), Dargaud :

1. Les Naufragés, 2012
2. L'Imposteur, 2014

- Astrid Bromure, Rue de Sèvres :

1. Comment dézinguer la Petite Souris, 2015
2. Comment atomiser les fantômes, 2016
3. Comment épingler l'enfant sauvage, 2017
4. Comment lyophiliser le monstre du Loch Ness, 2018
5. Comment refroidir le Yéti, 2019
6. Comment fricasser le lapin charmeur, 2021
7. Comment lessiver la baby-sitter, 2022
8. Comment filouter les lutins, 2024

### Illustration
- Alain Surget, Les Enfants du Nil, Flammarion Père Castor :

1. Il faut sauver Cléopâtre, 2004
2. César, c'est qui ?, 2004
3. Prisonniers de la pyramide, 2004
4. C'est quoi ce cirque ?, 2005
5. Qui a volé Jupiter ?, 2005
6. Le secret de Vercingétorix, 2005
7. Panique à Carthage, 2006
8. Il est fou, Dionysos !, 2006
9. Un pharaon chez les pirates, 2006
10. Où est passée la légion ?, 2007
11. Opération vinaigre, 2007
12. La caravane fantôme, 2008
13. Sous le nez de Ramsès, 2008
14. Gare aux crocodiles !, 2009
15. Le signe du serpent, 2009